# Струтинська Валентина Валеріївна
Валенти́на Вале́ріївна Струти́нська — капітан Збройних сил України, учасниця російсько-української війни, що відзначилася під час російського вторгнення в Україну в 2022 році.

## Військова служба
Валентина Струтинська проходить військову службу на посаді начальника групи цивільно-військового співробітництва 36-ї окремої бригади морської піхоти імені контр-адмірала Михайла Білинського. Вона учасниця війни на сході України. Зокрема, її військова форма разом із світлинами та прапорами України та 36-ї окремої бригади морської піхоти демонструвалися на виставці «Морська піхота України». Вона проходила у виставковій залі Миколаївського міського палацу культури і мистецтва з 17 листопада по 1 грудня 2021 року. Крім цієї, офіцерка взяла участь на початку березня 2020 року у відкритті виставки «Блокпост пам'яті» у Миколаївському обласному центрі туризму та фотовиставка «Миколаїв: жіночий портрет», представленої миколаївським фотохудожником В'ячеславом Нєкрасовим..
Під час російського вторгнення в Україну у 2022 році брала участь в обороні Маріуполя. Разом із іншими оборонцями Маріуполя перебувала в російському полоні та була звільнена 21 вересня 2022 року під час обміну 215 українських захисників.

## Нагороди
- орден «За мужність» II ступеня (14.10.2022) — за особисту мужність, виявлену у захисті державного суверенітету та територіальної цілісності України, незламність духу і вірність військовій присязі[8].
- орден За мужність III ступеня (14.04.2022) — за особисту мужність і самовіддані дії, виявлені у захисті державного суверенітету та територіальної цілісності України, вірність військовій присязі[9].